# Kholat
 (janvier 2023).
Kholat est un jeu vidéo d'horreur en vue à la première personne développé par et édité par le studio indépendant polonais IMGN.PRO, sorti en 2015 sur Windows, puis en 2016 sur PlayStation 4 par le biais du PlayStation Store et enfin en 2017 sur Xbox One par le biais du Microsoft Store.
Le jeu s'inspire de l'affaire du col Dyatlov où un groupe de neuf étudiants soviétiques ont disparu en février 1959 sur le sommet Kholat Syakhl. En février 2019, pour les 60 ans de cette affaire, le jeu est offert pendant une durée limitée sur la plateforme de jeux Steam.

## Synopsis
Le joueur incarne un randonneur qui se rend sur les lieux de l'affaire du col Dyatlov, plusieurs années après l'incident, et qui tente de comprendre ce qui a pu se passer en retraçant le cours des événements.
| \| Kholat Syakhl \| Lieu principal de l'intrigue situé dans l'Oural. |
| Kholat Syakhl                                                        |

## Jouabilité
Kholat est un jeu en vue à la première personne, le joueur voit à travers les yeux du personnage.
Le joueur doit explorer la zone du col Dyatlov à la recherche d'éléments laissés par les skieurs disparus, tels des pages de journaux ou des notes. Certains éléments indiquent des coordonnées où se rendre pour faire avancer l'histoire. Le joueur dispose d'une carte et d'une boussole pour se repérer.
Le personnage est incapable de se battre. Le joueur n'a pas d'autre choix que de fuir ou esquiver les ennemis.

## Développement
L'histoire du jeu est narrée par l'acteur britannique Sean Bean, qui a déjà eu l'occasion d'être la voix off dans des jeux vidéo tels que GoldenEye 007, The Elder Scrolls IV: Oblivion, Life is Feudal, Civilization VI ou encore Hitman 2.

## Musique
La bande originale du jeu a été composée par Arkadiusz Reikowski, elle est constituée de 16 morceaux. Certains d'entre eux ont fait l'objet d'une collaboration avec d'autres artistes : Penelopa Wilmann-Szynalik (The Beginning, Kogato, Burned Forest), Airis Quartet (Main Theme, Movement) et Mary Elizabeth McGlynn (Farewell).